# Simona Duque de Alzate
Simona de la Luz Duque de Alzate (Marinilla, Antioquia, 30 de marzo de 1773-Marinilla, Antioquia, 17 de enero de 1858) fue una patriota colombiana.
Fue hija de Andrés Duque, hacendados de la región, y de María Rincón. Se casó con Antonio Alzate. Simona Duque se convirtió en un gran símbolo de la guerra de independencia de Colombia, al entregar siete de sus ocho hijos al entonces Teniente Coronel José María Córdova, quien conmovido por este acto de amor a la patria, acepta incorporarlos en las tropas rebeldes.
Córdova, tratando de destacar la generosa acción de Doña Simona escribe una carta al general Francisco de Paula Santander en la que anota: "Un rasgo tan sublime de amor a la patria merece la más grande consideración de parte del gobierno" por lo tanto el General Santander decreto que la mujer recibiera un ingreso íntegro por el resto de su vida gracias a un rasgo tan sublime de amor a la patria, No obstante y pese a su avanzada edad, Doña Simona se negó a recibir esta pensión mientras pudiera trabajar, sin embargo, ante la presión de sus dificultades, finalmente aceptó.
Doña Simona murió en Marinilla el 17 de enero de 1858 a la edad de 85 años. En su lecho de muerte le preguntó su hijo Salvador que órdenes tenía que dejarle en caso de que muriese, y con voz moribunda, aunque clara, le dijo: Que mis hijos sirvan a la Patria cada vez que los necesite.

## Conmemoraciones
En el año de 1958 con motivo del centenario de su muerte se decreta la creación del museo histórico por el decreto número 20 de ese mismo año
El 12 de septiembre de 2011, con ocasión del bicentenario de la independencia, un folio de diez timbres postales fue editado y publicado por los correos colombianos. Representa diversas heroínas de la guerra de independencia. La insigne Simona Duque de Alzate, es representada sobre un sello de 1500 pesos, Manuela Beltrán Archila, Manuela Cañizares, Manuela Sanz de Santamaria, Policarpa Salavarrieta, Matilde Anaray, Juana Velasco Gallo, Simona Amaya, Antonia Santos y Manuela Sáenz de Thorne han logrado igualmente poner su imagen en un sello postal.
El artículo 29 del decreto 1512 del 11 de agosto de 2000, dispone en su artículo 2 la creación y activación del Batallón de Apoyo de Servicios para el Combate N.º 27 Simona de la Luz Duque de Álzate.
Mediante el decreto 4444 del 29 de noviembre de 2010 en su artículo 146 se crea y se emiten las condiciones de otorgamiento de la medalla militar "CENTENARIO SERVICIOS DISTINGUIDOS A RECLUTAMIENTO "SIMONA DUQUE DE ÁLZATE"